# وليام ر هين
وليام ر هين (بالإنجليزية: William R. Haine)‏ (و. 1944 – م) هو سياسي من الولايات المتحدة الأمريكية .

## التعليم
تعلم في جامعة سانت لويس.